# Fricis Apšenieks
Fricis (Fritzis, Franz) Apšenieks (Apscheneek) (sinh 7 tháng 4 năm 1894 tại Tetele, Latvia – mất 25 tháng 4 năm 1941 tại Riga, Latvia) là một kiện tướng cờ vua người Latvia.

## Tiểu sử
Năm 1924, Apšenieks đứng thứ 2, sau Hermanis Matisons tại Giải Vô địch Cờ vua Latvia. Năm 1924, ông vô địch tại Paris, vựot qua Lazard. Cùng năm 1924, ông đứng thứ 2 sau Matisons, vượt qua Edgar Colle, Arpad Vajda, Max Euwe và Anatol Tschepurnoff,... tại Giải Vô địch Cờ vua Nghiệp dư ở Paris. Năm 1925, ông vô địch giải này, vượt qua Terrill tại Bromley. Năm 1925, ông đồng hạng 3-4 với Karel Hromadka tại Bromley (Hạng A). Năm 1925, ông đồng hạng 3-4 tại Debrecen. Năm 1926, ông đồng hạng 3-4 tại Abo. Năm 1926, ông vô địch tại Helsinki. Năm 1926, ông đứng thứ 3, sau Vladimirs Petrovs và Teodors Bergs tại Riga. Năm 1926, Apšenieks vô địch Giải Vô địch Cờ vua Latvia ở Riga. Năm 1927, ông đồng hạng 5-7 tại Kecskemét. Năm 1931, ông tham dự lần thứ 6 tại Klaipėda (Giải Vô địch Cờ vua Baltic lần 1). Isakas Vistaneckis vô địch giải này. Năm 1932, ông đồng hạng 3-5 tại Giải Vô địch Riga. Năm 1934, ông đồng hạng nhất với Petrovs tại Giải Vô địch Cờ vua Latvia. Năm 1937, ông đồng hạng 11-13 tại Kemeri. Năm 1939, ông đồng hạng 11-12 tại Kemeri-Riga (Salo Flohr vô địch). Năm 1941, ông đứng thứ 2, sau Alexander Koblencs tại Riga.
Apšenieks tham dự 7 Olympiad Cờ vua cho Latvia: 1928, 1930, 1931, 1933, 1935, 1937 và 1939. Ông cũng tham dự không chính thức tại Munich 1936.
- Tháng 7/8 năm 1928, ông chơi bàn 1 tại Olympiad Cờ vua thứ 2 ở The Hague (+8 -7 =1)
- Tháng 7 năm 1930, ông chơi bàn 1 tại Olympiad Cờ vua thứ 3 ở Hamburg (+7 -6 =4)
- Tháng 7 năm 1931, ông chơi bàn 2 tại Olympiad Cờ vua thứ 4 ở Prague (+8 -3 =5)
- Tháng 7 năm 1933, ông chơi bàn 1 tại Olympiad Cờ vua thứ 5 ở Folkestone (+1 –6 =7)
- Tháng 8 năm 1935, ông chơi bàn 2 tại Olympiad Cờ vua thứ 6 ở Warsaw (+6 -5 =7)
- Tháng 8/9 năm 1936, ông chơi bàn 2 tại Olympiad Cờ vua thứ 3 (không chính thức) tại Munich (+7 –5 =6)
- Tháng 7/8 năm 1937, ông chơi bàn 2 tại Olympiad Cờ vua thứ 7 tại Stockholm (+8 -4 =5)
- Tháng 8/9 năm 1939, ông chơi bàn 2 tại Olympiad Cờ vua thứ 8 tại Buenos Aires (+5 -6 =8).[3]

Khi Latvia bị sáp nhập vào Liên Xô, ông mất vì bệnh lao phổi khi 47 tuổi.

## Các trận đấu đáng chú ý
- Fricis Apšenieks vs Max Euwe (NED), Paris 1924, (ol) f-A, Four Knights, C49, 1-0 Lưu trữ ngày 27 tháng 9 năm 2007 tại Wayback Machine
- Fricis Apšenieks vs Arthur William Dake (USA), Prague 1931, 4th Olympiad, Caro-Kann, Exchange Variation, B13, 1-0 Lưu trữ ngày 27 tháng 9 năm 2007 tại Wayback Machine
- Gideon Stahlberg (SWE) vs Fricis Apšenieks, Folkestone 1933, 5th Olympiad, Queen's Gambit Declined, Slav, D11, 0-1
- Frank James Marshall (USA) vs Fricis Apšenieks, Warsaw 1935, 6th Olympiad, Queen's Gambit Accepted, D20, 0-1
- Fricis Apšenieks vs Salo Landau (NED), Kemeri 1937, Slav Defense, D12, 1-0 Lưu trữ ngày 27 tháng 9 năm 2007 tại Wayback Machine
- Fricis Apšenieks vs Reuben Fine (USA), Stockholm 1937, 7th Olympiad, Four Knights, C49, 1-0